# So Hyon-uk
Dans ce nom coréen, le nom de famille, Seo, précède le nom personnel.
So Hyon-uk, né le 17 avril 1992 en Corée du Nord, est un joueur de football international nord-coréen, qui évolue au poste de milieu de terrain.

## Biographie

### Carrière en sélection
Il joue son premier match en équipe de Corée du Nord le 31 octobre 2014, en amical contre le Koweït (défaite 1-0). Il inscrit son premier but le 11 juin 2015, contre le Yémen, lors des éliminatoires du mondial 2018 (victoire 0-3). Il marque son deuxième but le 9 novembre 2016, contre Guam, lors des éliminatoires de la Coupe d'Asie de l'Est 2017 (victoire 0-2).
Il participe avec la Corée du Nord à la Coupe d'Asie des nations 2015 organisée en Australie. Il joue deux matchs lors de ce tournoi, contre l'Ouzbékistan et la Chine.

## Palmarès
- Champion de Bosnie-Herzégovine en 2018 avec le Zrinjski Mostar